# Dave Peacock
David Victor Peacock (24 de mayo de 1945) es un músico y bajista británico. Se crio en las zonas de Ponders End y Freezywater de Enfield. Peacock es más conocido por haber sido una de las mitades del dúo musical británico Chas & Dave entre 1974 hasta la muerte de Chas Hodges en 2018.

## Carrera

### Inicios
En los primeros años de su carrera, en la década de 1960, Peacock formó parte de un grupo llamado The Rolling Stones (formado en 1960 antes que el más famoso), así como de The Tumbleweeds, y trabajó con Mick Greenwood y Jerry Donahue. Conoció a Chas Hodges en 1963 cuando él y su amigo llevaron a Hodges a su casa, y se hicieron amigos cuando descubrieron que tenían un gusto musical similar. Más tarde, a finales de los año 1960, formaron parte de un grupo llamado Black Claw junto con Harvey Hinsley y Mick Burt, y grabaron temas con Albert Lee. Black Claw duró poco, y Peacock lo dejó para unirse a una banda de country y wéstern, mientras que Hodges se unió a Heads Hands & Feet en 1970.

### Chas & Dave
En 1972, Peacock y Hodges decidieron formar una banda juntos que sería el comienzo de Chas & Dave. En sus primeros años, también grabaron como Oily Rags (jerga cockney que rima con cigarrillos en inglés: "fags") con Gerry Hogan e Ian Wallace, y publicaron un álbum autotitulado en 1974. También trabajaron como músicos de sesión y grabaron con varios artistas, y grabaron un álbum con Oliver Nelson. Ambos tocaron en el álbum Remember My Song de Labi Siffre en 1975. Más tarde, Eminem samplearía un riff de la canción "I Got The" (con Hodges a la guitarra y Peacock al bajo) en su éxito de 1999 "My Name Is".
Una de las primeras canciones que Peacock y Hodges escribieron juntos, "Gertcha", se convertiría en un éxito en 1979 después de que se utilizara en un anuncio de televisión de Courage bitter. Juntos grabarían varias canciones de éxito, como "Rabbit" y "Ain't No Pleasing You". También grabaron varias canciones con el Tottenham Hotspur F.C., ya que ambos eran aficionados al equipo; la primera canción que escribieron para el club, "Ossie's Dream", fue escrita en gran parte por Peacock.
En 2009, tras la muerte de su esposa Sue (Susan Heath, nacida en 1946 en Croydon y casada en Greenwich en 1973), Peacock anunció su retirada de las actuaciones con Chas & Dave. Sin embargo, en 2010 la banda anunció una gira para el año siguiente. También tocaron su "Christmas Jamboree" en el IndigO2 el 23 y 24 de diciembre de 2011 y el 8 de diciembre de 2012. Después de esto tuvieron una gira "Back by Demand" por el Reino Unido entre el 28 de febrero y el 16 de mayo de 2013. El doble acto terminó con la muerte de Hodges por neumonía el 22 de septiembre de 2018.

## Discografía[12]
Nota: Esta discografía es fuera de Chas & Dave
- 1970: That's All Right Mama (Black Claw)
- 1971: Spike Island (Spike Island)
- 1972: Françoise Hardy (Françoise Hardy)
- 1972: ...To Friends (Mick Greenwood)
- 1973: Lord Of The Ages (Magna Carta)
- 1973: Carolanne Pegg (Carolanne Pegg)
- 1973: How Long Is Forever? (Prelude)
- 1973: Teresa Brewer in London with Oily Rags (Teresa Brewer)
- 1973: Teresa Brewer in London (Teresa Brewer)
- 1974: Oliver Edward Nelson in London with Oily Rags (Oliver Nelson)
- 1974: Big Jim's Back (Big Jim Sullivan)
- 1974: Whatever Mood You're In (Les Walker)
- 1975: Remember My Song (Labi Siffre)
- 1976: Rock's In My Head (Mike Berry)
- 1976: Sioux (Sioux)
- 1976: The Crezz (Tony Ashton)
- 1979: Hiding (Albert Lee)
- 1980: No Axe to Grind (Jackie Lynton)
- 1982: D. E. 7 (Dave Edmunds)
- 1988: Telecasting (Jerry Donahue)
- 1992: Neck Of The Wood (Jerry Donahue)
- 1995: Beowulf (Danny McCulloch's Friends),
- 1999: Hand Picked Musical Fantasies (Dave Edmunds)
- 2001: The Golden Mile
- 2011: Restoration (Marc Ellington)